# Dióxido de estaño
El dióxido de estaño es un compuesto inorgánico con la fórmula SnO2. La forma mineral del SnO2 se llama casiterita y es el principal mineral del estaño. Con muchos otros nombres, este óxido de estaño es la materia prima más importante en la química de estaño. Este sólido incoloro diamagnético es anfótero.

## Estructura
Se cristaliza con la estructura de rutilo, en el que los átomos de estaño tienen seis coordenadas y los átomos de oxígeno tres. Es generalmente considerado como un semiconductor deficiente de oxígeno tipo n. Las formas hidratadas de SnO2 se han descrito en el pasado como ácidos estánicos, aunque tales materiales parecen ser partículas hidratadas de SnO2 en donde la composición refleja el tamaño de las partículas.

## Preparación
El dióxido de estaño se produce naturalmente, pero se purifica por reducción al metal seguido por la quema de estaño en el aire. La producción anual está en el intervalo de 10 kilotoneladas.  El SnO2 se obtiene industrialmente mezclando el metal con carbono en un horno de reverbero a 1200-1300 °C.
Obtención en Laboratorio: Reacción con ácido nítrico y estaño
Sn(s) + 4HNO3(aq) --> SnO2(s) + 4NO2(g) + 2H2O(l)

## Anfoterismo
Aunque es insoluble en agua es un óxido anfótero, a pesar de que el mineral casiterita ha sido descrito como difícil de disolver en ácidos y álcalis. "Ácido estánico" se refiere al dióxido de estaño hidratado, que también se llama "hidróxido estánico". 
Los óxidos de estaño se disuelven en ácidos. Los ácidos halógenos atacan al SnO2 para dar hexahalostannates como [SnI6]2-.
Un informe describe la reacción de una muestra en reflujo HI durante muchas horas.

SnO2 + 6 HI → H2SnI6 + 2 H2O
De manera similar se disuelve en ácido sulfúrico para dar el sulfato de:
SnO2 + 2 H2SO4 → Sn(SO4)2 + 2 H2O
Se puede disolver en una base fuerte para dar "estanatos", con la fórmula nominal Na2SnO3. 
Disolviendo SnO2/NaOH solidificado en agua se obtiene Na2[Sn(OH)6]2, "sal preparada" que se utiliza en la industria de los colorantes.

## Usos

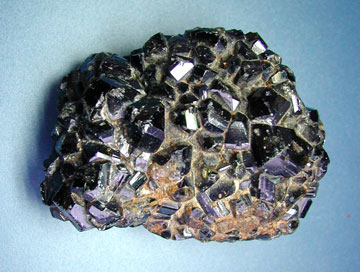
Casiterita

En combinación con los óxidos de vanadio, es usado como un catalizador para la oxidación de compuestos aromáticos en la síntesis de ácidos carboxílicos y anhídrido de ácido.
El dióxido de estaño ha sido utilizado como un opacificador y como colorante blanco en esmaltes cerámicos. 
Su uso ha sido especialmente frecuentes en los esmaltes de azulejos de cerámica, sanitarios y de pared.
El óxido de estaño permanece en suspensión en la matriz vítrea de los esmaltes cocidos, y con su alto índice de refracción es lo suficientemente diferente de la matriz, dispersa la luz y por lo tanto aumenta la opacidad del esmalte. El grado de disolución aumenta con la temperatura de cocción y por lo tanto el grado de opacidad disminuye. Aunque depende de los otros componentes de la solubilidad, el óxido de estaño que se derrite en el glaseado es generalmente bajo. Su solubilidad se incrementa en Na2O, K2O y B2O3, y se reduce en CaO, BaO, ZnO, Al2O3 y en un grado limitado PbO.
Hilos de SnO2 se utilizan habitualmente como el elemento de detección en los detectores de monóxido de carbono.
Recubrimientos de SnO2 pueden ser aplicados usando deposición química de vapor, las técnicas de deposición de vapor emplean SnCl4 o organoestaño trihaluros  por ejemplo, tricloruro butil como el agente volátil. 
Esta técnica se utiliza para botellas de vidrio con una capa delgada (<0,1 m) de SnO2, que ayuda a adherir un revestimiento posterior, de un polímero protector tal como polietileno para el vidrio.
Estratos más gruesos dopados con iones Sb o F son conductores de electricidad y se utiliza en dispositivos electroluminiscentes. 
También se ha utilizado como pigmento en la fabricación de vidrios, esmaltes y barnices de cerámica. El SnO2 puro da un color blanco lechoso; otros colores se consiguen cuando se mezcla con otros óxidos metálicos por ejemplo V2O5 amarillo;  Cr2O3 rosa, y Sb2O5 gris azul.